# 제주특별자치도설문대여성문화센터
제주특별자치도설문대여성문화센터(濟州特別自治道설문대女性文化센터)은 제주특별법 제44조에 따라 제주도민의 문화적 역량 제고, 여성의 잠재능력 개발 및 양성 평등한 사회 실현을 위하여 설치된 제주특별자치도청 소속기관이다.

## 같이 보기
- 제주특별자치도청